# Сорокуш світлочеревий
Сороку́ш світлочеревий (Thamnophilus zarumae) — вид горобцеподібних птахів родини сорокушових (Thamnophilidae). Мешкає в Еквадорі і Перу. Деякі дослідники вважали його підвидом смугастого сорокуша (Thamnophilus doliatus).

## Опис
Довжина птаха становить 15,5 см, вага 21-23 г. Забарвлення світлочеревого сорокуша подібне до забарвлення смугастого сорокуша, хоча і дещо блідіше. Ареали поширення цих двох видів не перетинаються. Забарвлення верхньої частини тіла в самця пістряве: загалом чорне, поцятковане білими смужками, нижня частина спини жовтувато-коричнева. На лобі чорний чуб. Нижня частина тіла білувата, смужки на грудях малопомітні, боки і гузка жовтувато-коричневі. У самиці голова і шия сіруваті. Райдужка сірувато-жовта або коричнева, дзьоб зверху чорний, знизу блакитнувато-сірий, лапи блакитнувато-сірі.

## Підвиди
Виділяють два підвиди:
- T. z. zarumae Chapman, 1921 — південно-західний Еквадор (провінції Ель-Оро, Лоха), крайній північний захід Перу (регіон Тумбес, північний схід регіону П'юра);
- T. z. palamblae Zimmer, JT, 1933 — північний захід Перу (південний схід регіону П'юра, схід регіону Ламбаєке).

## Поширення і екологія
Світлочереві сорокуші поширені на південному заході Еквадору і на північному заході Перу. Вони живуть в підліску тропічних сухих і вологих рівнинних і гірських лісів, в заростях чагарників, на узліссях на висоті від 800 до 2650 м над рівнем моря. Харчуються комахами і іншими безхребетними, спостерігалося поїдання ягід рослин родини мелієвих.